# Roberto Ríos Patus
Roberto Ríos Patus (Bilbao, 8 d'octubre de 1971) és un exfutbolista basc que va jugar als equips del Real Betis Balompié i Athletic Club. Va ser internacional amb la selecció espanyola.

## Biografia
Fill de mític jugador del Betis Eusebio Ríos, es va formar a les categories inferiors d'aquest equip, debutant a la primera divisió espanyola el 4 de setembre de 1994 davant el Club Deportivo Logroñés. Després de 3 temporades defenent la samarreta verda i blanca, en les quals va jugar 71 partits i va marcar 5 gols, va ser fitxat per l'Athletic Club la temporada 1997-1998 per 2.000 milions de pessetes (12 milions de €), sent el fitxatge més car d'un jugador espanyol fins a la data. A l'Athletic va jugar-hi fins a la temporada 2001-2002.
L'any 2003 va estar en negociacions amb un club anglès, West Bromwich Albion.

## Selecció espanyola
Ha estat 11 vegades convocat per la selecció espanyola. Hi va debutar el 9 d'octubre de 1996 davant de República Txeca.